# 半田良平
半田 良平（はんだ りょうへい、1887年（明治20年）9月10日 - 1945年（昭和20年）5月19日）は、日本の歌人。

## 来歴・人物
栃木県上都賀郡北犬飼村深津（鹿沼市深津）出身。北犬飼東尋常小学校（現・鹿沼市立津田小学校）、姿川尋常高等小学校（現・宇都宮市立姿川中央小学校）卒。宇都宮中学在学中に下級生の千葉省三と親交を結ぶ。短歌欄の投稿を通じて松村英一、植松寿樹らと知り合い、窪田空穂を中心に結成された十月会に参加。旧制第二高等学校を経て東京帝国大学英文科を卒業。同大学院に進学するも、現役補充兵として召集されたため、退学。その後、空穂主宰の短歌結社である「国民文学」の中心的人物となり、中学の英語教師のかたわら短歌・評論などを多く書いた。松尾芭蕉や小林一茶といった江戸の俳諧や、香川景樹など近世歌人を主な研究対象とした。アーサー・シモンズの翻訳も行った。私生活では、1914年に芳賀郡長沼村（現・真岡市）の石崎美好と結婚し、3男2女をもうけた。3人の息子は全員が病死や戦死のため、良平より先に亡くなっている。
1943年に肋膜炎を患い、以後入退院を繰り返し、療養中の1945年3月にかかった風邪が致命傷となり、5月19日に死去、満58歳没。墓所は生家から西へおよそ300メートルのところにあり、妻と3人の息子と一緒に眠る。没後刊行された『幸木』で1949年に日本芸術院賞を受賞したが、栃木県出身の人物がこの賞を受賞するのはこれが初である。半田は、「鹿沼が誇る偉大な歌人」と称される。2017年、半田の生誕130周年を記念し、「半田良平生誕130年記念事業実行委員会」が設立された。2021年10月4日、北犬飼コミュニティセンター（鹿沼市上石川1465-4）に「半田良平コーナー」が設置された。

## 歌碑
栃木県には半田良平の歌碑が7基（うち1基は墓碑）あり、うち5基が鹿沼市にある。鹿沼市内の碑はすべて良平没後に建てられたもので、生前に建てられたのは宇都宮市にある1基のみである。残る1基は那須塩原市にあるが、いつ誰が建立したのか不明である。